# گورستان رییسی‌ها
قبرستان رییسی‌ها مربوط به دوره صفوی - دوره قاجار است و در شهرستان کازرون، بخش کوهمره، دهستان کوهمره، شرق روستای دوسیران واقع شده و این اثر در تاریخ ۳۰ بهمن ۱۳۸۶ با شمارهٔ ثبت ۲۰۷۸۴ به‌عنوان یکی از آثار ملی ایران به ثبت رسیده است.